# Municipio de Xaltocan
El municipio de Xaltocan es uno de los 60 municipios que conforman el estado de Tlaxcala, en México, ubicado en la parte central del estado. Su cabecera es la localidad de Xaltocan.

## Toponimia
La palabra Xaltocan proviene del náhuatl y se le asignan dos significados: "arenal de arañas" o "donde se siembra en arena", según se opte por el vocablo toca (apócope de tocatl, que se traduce como araña) o por la palabra compuesta toca mitla, que quiere decir enterrar o sembrar algo (tocani significa sembrador). Además, xaltocan se integra con el vocablo xal, derivado de la raíz xalli, cuya traducción significa arena.

## Ubicación
El municipio se encuentra ubicado al sur del estado de Tlaxcala teniendo los siguientes límites municipales: 
Colinda al norte con los municipios de San Lucas Tecopilco y Muñoz de Domingo Arenas; al este con los municipios de Apizaco y Yauhquemehcan; al sur con los municipios de Amaxac de Guerrero (Comunidad de San Damián Tlacocalpan), Tlaxcala y Totolac; al suroeste con el municipio de Panotla; y al oeste con el municipio de Hueyotlipan.